# Song Bing
Song Bing (chinesisch 宋帝昺, Pinyin Sòng Dì Bǐng; * 1271 in Hangzhou; † 19. März 1279 im Perlfluss bei Yamen), auch unter den postumen Namen Di oder Weiwang bekannt, war der letzte Kaiser der südlichen Song-Dynastie (chinesisch 南宋, Pinyin Nán Sòng), der letzten Epoche der Song-Dynastie.
Geboren unter dem Namen Zhao Bing (趙昺,  Zhào Bǐng) als Sohn des Kaisers Duzong war er der jüngere Bruder seines Vorgängers, des Kaisers Duanzong. Im Jahre 1274 wurde er König Xin (信王), 1276 erhielt er die Titel Prinz Guang (廣王) und Prinz Wei (衛王). Am 10. Mai 1278 wurde er in Gangzhou (碙州) in Südchina, wo sein Vorgänger starb, mit sieben Jahren zum Kaiser gekrönt.
Ein Jahr später floh der letzte Herrscher der Song-Dynastie, ein Knabe von acht Jahren, mit seinem Gefolge in das südliche Guangdong. Große Teile Chinas waren bereits seit 1276 von den Mongolen unter Kublai Khan erobert. Bei Yamen (崖门 / 崖門 – „Klippentor“) im heutigen Distrikt Xinhui (新会/新會) am linken Ufer des Perlflussdeltas (Unterlauf des Westflusses (西江,  Xī Jiāng)) versuchten die Führer der Song-Dynastie, durch eine Seeschlacht im Deltagebiet das Blatt zu wenden. Die Schlacht von Yamen am 19. März 1279, eine der größten Seeschlachten in der Weltgeschichte, wurde trotz der zahlenmäßigen Überlegenheit der Songstreitkräfte unter ihrem Admiral Zhang Shijie zum Desaster, die mehr als 100.000 Menschen das Leben kostete. Der Premierminister und Berater Lu Xiufu (陆秀夫, 1232–1279) erkannte die Aussichtslosigkeit der Lage, nahm den Kindkaiser und sprang mit ihm bei Yaishan in den Fluss, um sich und seinem Herrscher das Leben zu nehmen, bevor sie die Mongolenarmee am Berg Ya nahe dem Fluss erreichten, weswegen die Schlacht auch „Seeschlacht am Berg Ya“ heißt. Die Tat sollte als Zeichen des Widerstandes und der Unbeugsamkeit gegenüber den Fremden gelten. Damit endete die Song-Dynastie nach 314 Jahren, und die Fremdherrschaft der mongolischen Yuan-Dynastie begann.
Nach zeitgenössischen Berichten fand ein Mönch die Leiche des kleinen Kaisers am nächsten Tag bei Shekou (蛇口 – im heutigen Bezirk Nanshan der Stadt Shenzhen) im Wasser treibend, erkannte sie am mitgeführten Kaisersiegel und beerdigte sie. In den 1980er Jahren errichtete man dort ein Gedenkgrab für den Kindkaiser. In diesem Gebiet wurden in der Vergangenheit etliche Tempel als Erinnerung an die letzten Großen der Song-Dynastie errichtet.